# Botonier
El botonier (o boutonier) és una decoració floral usada generalment per homes, i que consisteix normalment en una sola flor o un petit ram floral. La paraula ve del francès boutonnière, que en català significa, literalment, «trau».

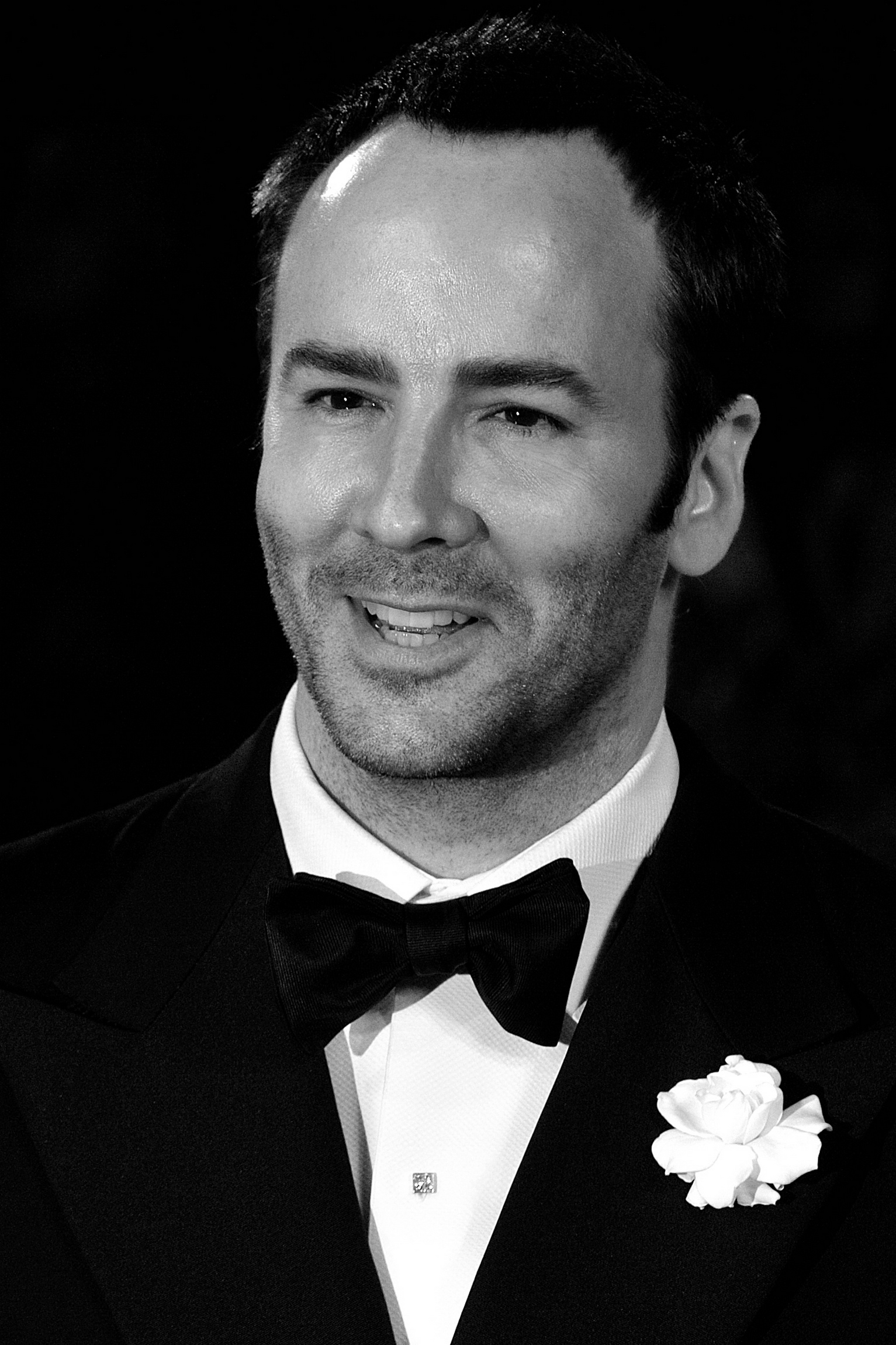
Tom Ford usant un botonier en la forma tradicional
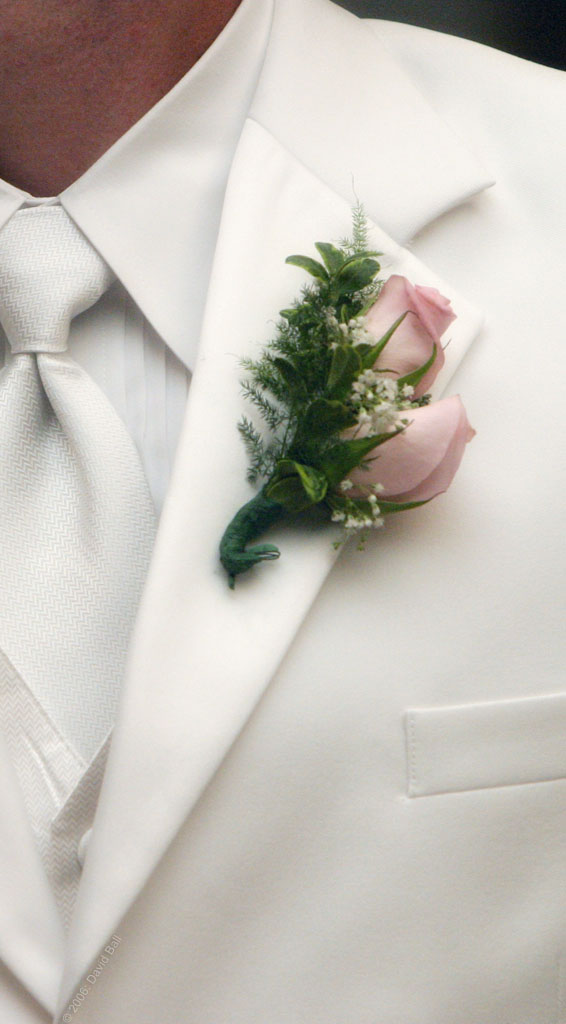
Botonier a la trau d'una jaqueta
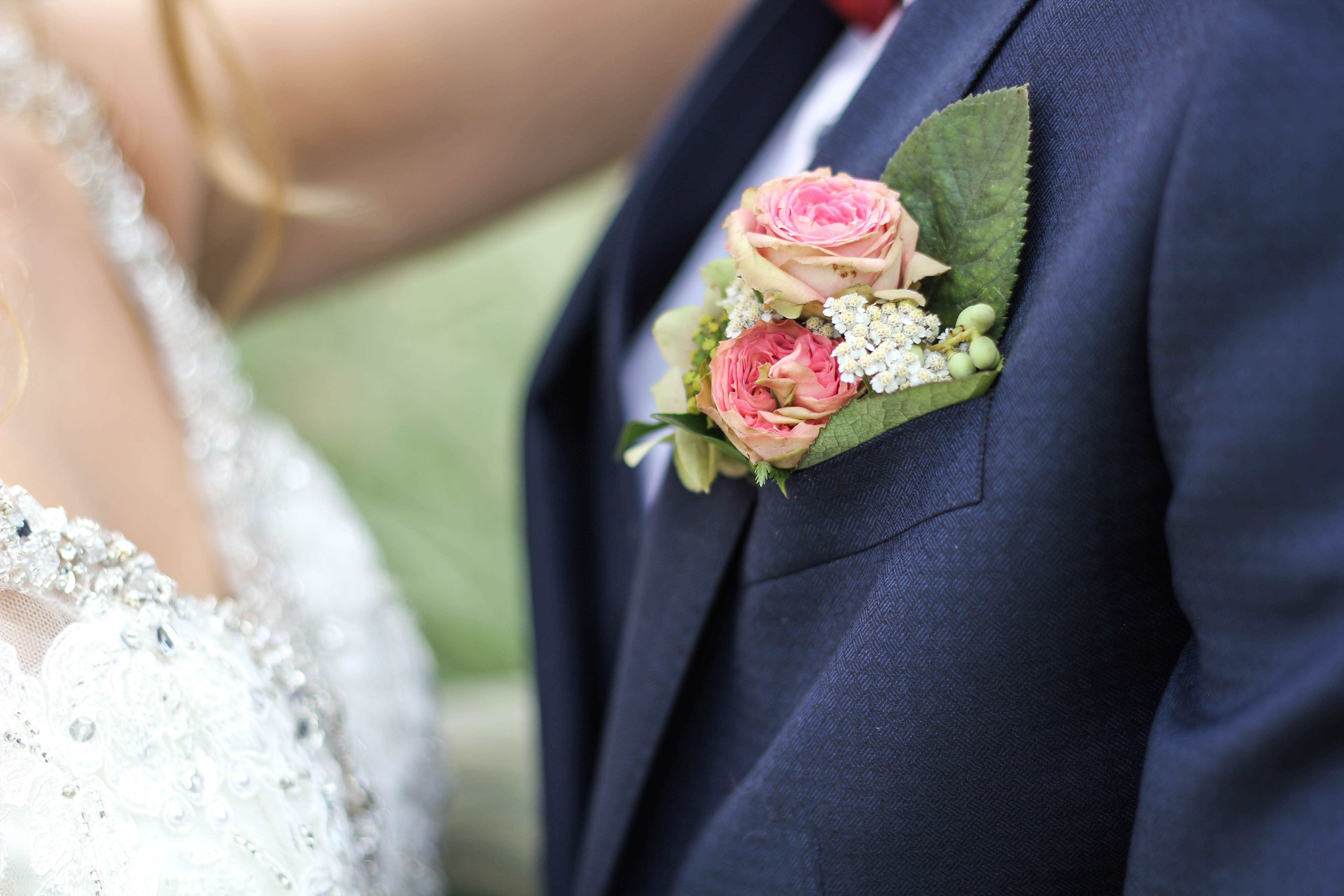
Botonier format per un ram de flors

D'ús molt freqüent en el passat, avui es reserva per a ocasions especials en les quals cal una presentació més formal a la vestimenta, com ara: promocions, cerimònies de benvinguda o comiat, funerals o bodes, on el botonier indica qui són els convidats més importants del casament (algunes dones que utilitzen jaquetes en aquestes cerimònies els porten; no obstant això, és més usual que portin els anomenats corsages). Actualment, en lloc de botoniers, és més freqüent l'ús d'un pin d'agulla a la solapa als vestits de negocis.

## Història
La paraula boutonnière deriva de la paraula francesa que significa «trau». De manera semblant a un ram de noces, al segle xvi, els boutonnières s'utilitzaven per allunyar la mala sort i els mals esperits. També s'utilitzava per allunyar les males olors i es creia que protegia de malalties.
Al segle xviii, molta gent va començar a portar boutonnières perque estava de moda. Es posaven als botons de les levites. Durant aquesta època, a la major part d'Europa, era normal que els homes portéssin roba de moda que incloïa no només un boutonnière a la solapa, sinó també als pantalons i al calçat. Els francesos aviat van començar a incorporar també aquest estil.
Al segle xix, els boutonnières es van fer populars entre els seguidors del moviment romàntic, afegint color fresc a la roba. Aquest era un dels molts accessoris que un home podia afegir a la seva roba per fer-lo destacar entre la multitud, semblant a triar un parell de sabates ben polides. Altres accessoris populars eren cadenes, estoigs de cigars i agulles amb joies.
Al segle xx, després de la Primera i la Segona Guerra Mundial, es va mantenir popular portar una flor a la solapa. Tot i que s'usaven amb menys freqüència amb el pas del temps, van servir com a símbol de bon estil, elegància i sofisticació. Això va ser degut en part a la influència del cinema.
Avui en dia, els botoniers encara formen part de la vestimenta formal d'un home, que s'utilitzen principalment en ocasions especials com ara casaments, festes de graduació o cerimònies. Quan es porten al ball de graduació o als casaments, sovint coincideixen amb les flors (corsages) de la núvia o la cita. Hi ha molts tipus i estils de botoniers per triar. El nuvi, juntament amb els padrins i el pare de la núvia, porten tots botoniers, aportant un toc d'elegància a l'esdeveniment important.

## Ús
Tradicionalment, el botonier era usat travessant un dels traus de la solapa del vestit (a l'esquerra, al mateix costat de la butxaca del mocador de mà), i la tija de la flor era mantinguda al seu lloc mitjançant un petit llaç a la part de darrere de la solapa. El calze de la flor, si és molt pronunciat, com passa amb els d'un clavell, ha de ser totalment inserit al trau, el qual el mantindrà ferm i, alhora, l'aplanarà contra la solapa. Així, els traus idealment han de ser d'aproximadament d' 1⅛ polzades de llarg, ja que així es podrà mantenir ferma el calze de mida mitjana d'una flor; altrament, el calze no es quedarà ferm a la trau i el cap de la flor penjarà i es mourà lliurement amb el vent.
Actualment, a les jaquetes i abrics més moderns, les solapes vénen sense el bucle o llaç necessari, per sota de la trau. Algunes vegades, el trau de la solapa està disposat en forma «d'ull de pany», a diferència del tall recte tradicional, o ni tan sols està perforat, en aquest cas el botonier ha d'anar assegurat amb una agulla sobre la solapa de la jaqueta, encara que això és considerat de mal aspecte, i el continu ús d'agulles, amb el temps, podria fer malbé el drap o la cara sedosa de la solapa.

## Flors
La flor més comunament utilitzada és el clavell, dels quals el més formal és el de color blanc. El color alternatiu clàssic és el vermell. Altres flors i colors també poden ser utilitzats per fer joc amb el que sigui que s'estigui portant; per exemple, blauets. Una gardènia de color blanc és moltes vegades vista com una millor alternativa als clavells, a causa del seu aroma i bellesa.
Tradicionalment, certes flors són associades amb certs esdeveniments, persones o dies:
- Les roses vermelles són utilitzades pels anglesos el dia de Sant Jordi.
- Els blauets de color blau són usats pels exalumnes de l'escola anglesa de Harrow.
- Les prímules són usades per commemorar el naixement de Benjamin Disraeli.
- Els clavells de color verd són, de vegades, associats amb l'homosexualitat.
- Al Regne Unit i als països de la Mancomunitat de Nacions es porten roselles artificials (majorment vermelles) durant el Remembrance Day.
- A la Universitat d'Oxford és tradició que els estudiants portin una botonier de clavell mentre assisteixen als seus exàmens formals.[8] Aquest botoniers es porten a la solapa de la roba tradicional dels estudiants, l'estil del vestit acadèmic formal a la Universitat, però no és una part obligatòria del vestit. El color del clavell indica quin examen fa l'estudiant en aquesta sèrie d'exàmens. En el seu primer examen es porta un clavell blanc, en els exàmens intermedis posteriors es porta un clavell rosa i a l'examen final es porta un clavell vermell.[9]